# Эстонский референдум по религиозному образованию
Референдум о восстановлении добровольного религиозного образования в государственных школах был проведен в Эстонии между 17 и 19 февраля 1923 года. Предложение было принято голосами 71,9 % избирателей при явке в 66,2%.

## Предыстория
5 января 1921 года Христианско-демократическая партия (ХДП) присоединилась к возглавляемой Константином Пятсом партии "Союз аграриев", и получила портфель Министерства образования. В следующем году ХДП вызвала раскол в правительстве, предложив законопроект о введении религиозного образования в государственных школах. Хотя это предложение было отклонено парламентом, партия добилась проведения референдума по этому вопросу в начале 1923 года.

## Результаты
| За или против                                  | Голоса  | %    |
| ---------------------------------------------- | ------- | ---- |
| За                                             | 324,933 | 71.9 |
| Против                                         | 127,119 | 28.1 |
| Недействительные/испорченные бюллетени         | 2,116   | –    |
| Сумма                                          | 454,168 | 100  |
| Количество зарегистрированных избирателей/явка | 685,730 | 66.2 |
| Источник: Nohlen & Stöver                      |         |      |

## Последствия
Так как референдум отвергал политику правительства, его результаты были рассмотрены как вотум недоверия правительству. Рийгикогу был впоследствии распущен и были объявлены новые выборы. 